# The Plastic People of the Universe
The Plastic People of the Universe (PPU) je pražská alternativně rocková kapela, která patřila mezi hlavní aktéry československého hnutí undergroundu v době normalizace a inspirovala vznik mnoha dalších undergroundových kapel. Tato avantgardní skupina se v 70. a 80. letech ocitala už svou podstatou v opozici vůči komunistickému režimu v Československu a vzhledem ke svému nekonformnímu zjevu a vystupování často zažívala perzekuce a také věznění. Soudní proces se členy kapely roku 1976 inicioval hnutí Charty 77.
Frontmanem a hlavním skladatelem kapely byl Milan „Mejla“ Hlavsa (zemřel 2001) a manažerem Ivan „Magor“ Jirous. V roce 2016 se skupina v důsledku vnitřních sporů rozpadla na dvě části. V jedné působili kapelník Josef Janíček, Vratislav Brabenec a Jaroslav Kvasnička, v druhé působí z původní sestavy Jiří Kabeš a Josef Karafiát. Obě části používají původní název The Plastic People of the Universe, skupina kolem Kabeše a Karafiáta používá též název The Plastic People of the Universe / New generation. Brabenec skupinu definitivně opustil v roce 2021. V roce 2024 proběhlo turné u příležitosti 50. výročí vzniku první desky v sestavě Josef Janíček (klávesy, zpěv), Jan Brabec (bicí, zpěv), Vladimír Dědek (pozoun), Tomáš Schilla (violoncello, zpěv) a Ivan Bierhanzl (baskytara), tedy hudebníci, kteří s kapelou hráli již v 80. letech.

## Historie

### Formování kapely (1968–1970)

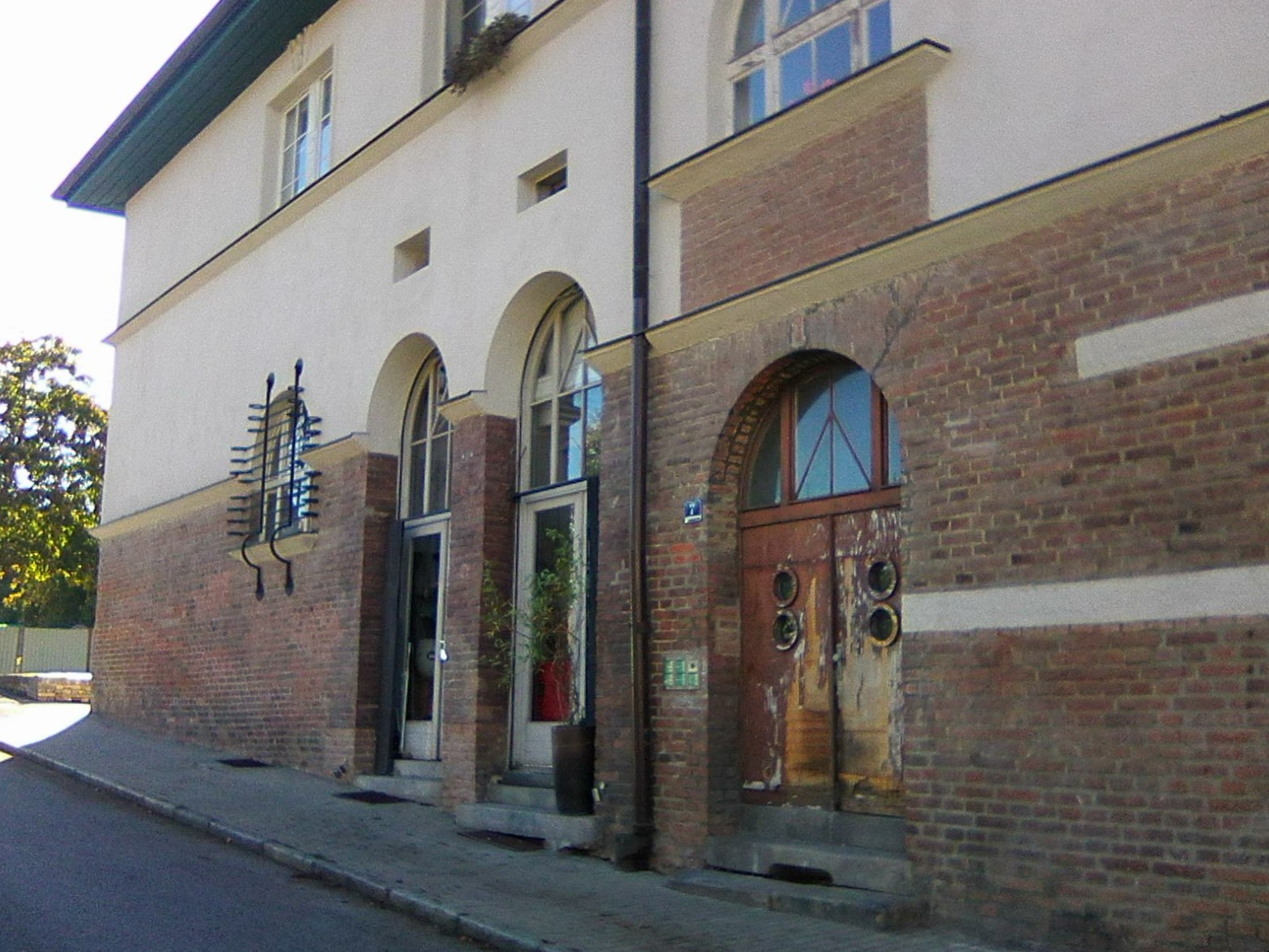
Klub na Ořechovce (dveře vpravo)

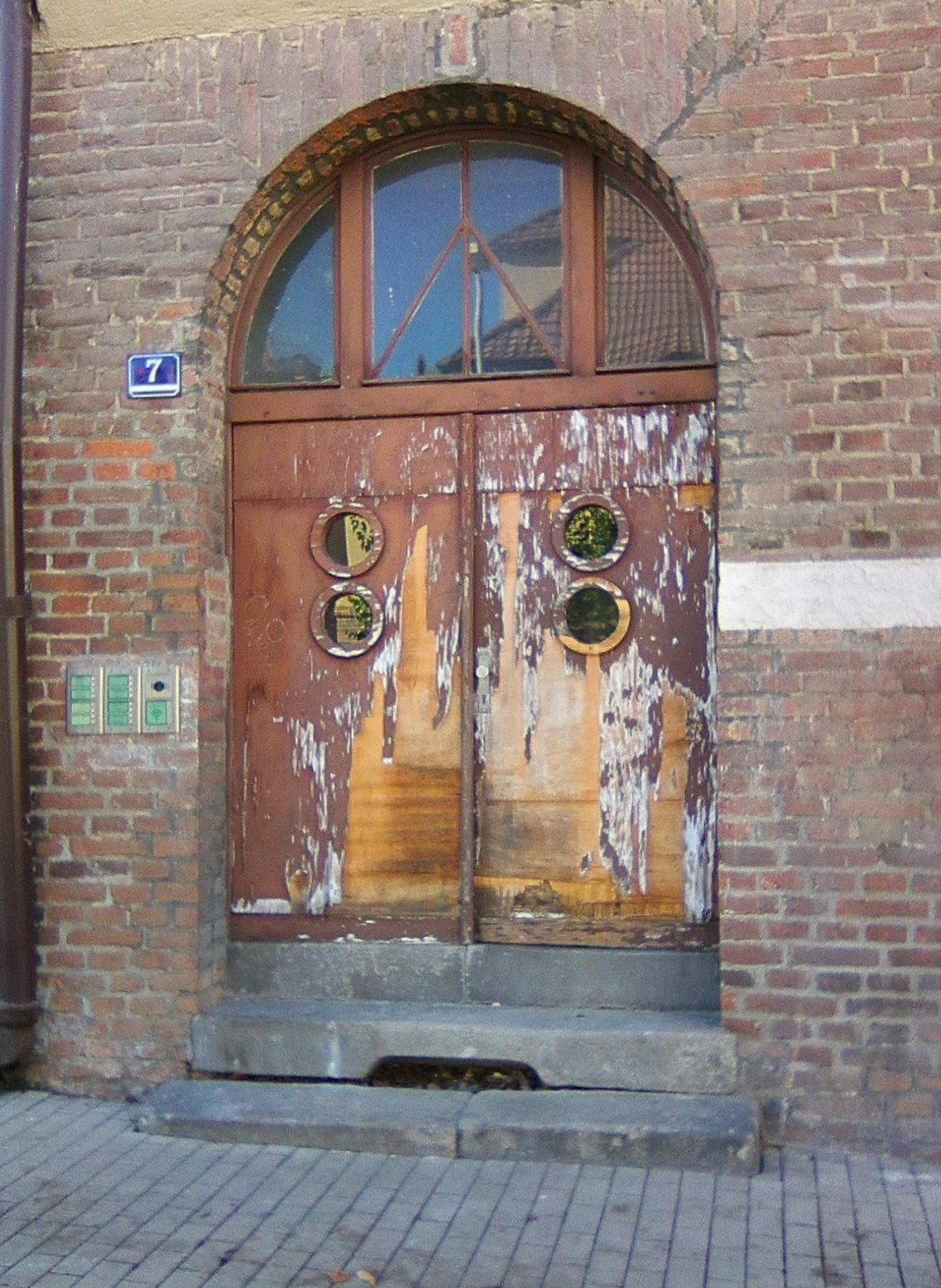
Dveře bývalého klubu (2023)

Skupinu založil v září 1968 baskytarista Milan „Mejla“ Hlavsa (tehdy 17letý) v Břevnově, dalšími členy byli břevnovští Michal Jernek (zpěv, klarinet), Jiří „Přemysl“ Števich (kytara) a Josef Brabec (bicí); o několik měsíců později byl Brabec nahrazen Pavlem Zemanem a po rozpadu skupiny The Primitives Group přivedl a přidal Jirous ke kapele Josefa Janíčka (kytara, klávesy). Ve svých začátcích si skupina dala jméno podle písně Franka Zappy „Plastic People“. Tvorba kapely v tomto období byla ovlivněná například Frankem Zappou, Captainem Beefheartem, či skupinou The Velvet Underground. Texty jejich písní byly zpočátku vlastní básně (často v angličtině) či básně známých autorů (například Jiřího Koláře či Williama Blakea). Hudbu většiny písní skládal Hlavsa. Vystoupení kapely bylo často zvýrazněno vizuálními prostředky (kostýmy, kulisy, hořící ohně na pódiu a podobně). Manažerem a uměleckým vedoucím skupiny se stal český kunsthistorik a kritik Ivan „Magor“ Jirous, a zastával tak podobnou úlohu, jakou měl Andy Warhol v případě The Velvet Underground. První domovskou scénou začínající břevnovské kapely byl klub na Ořechovce.

### Začátek normalizace a první problémy s režimem (1970–1975)

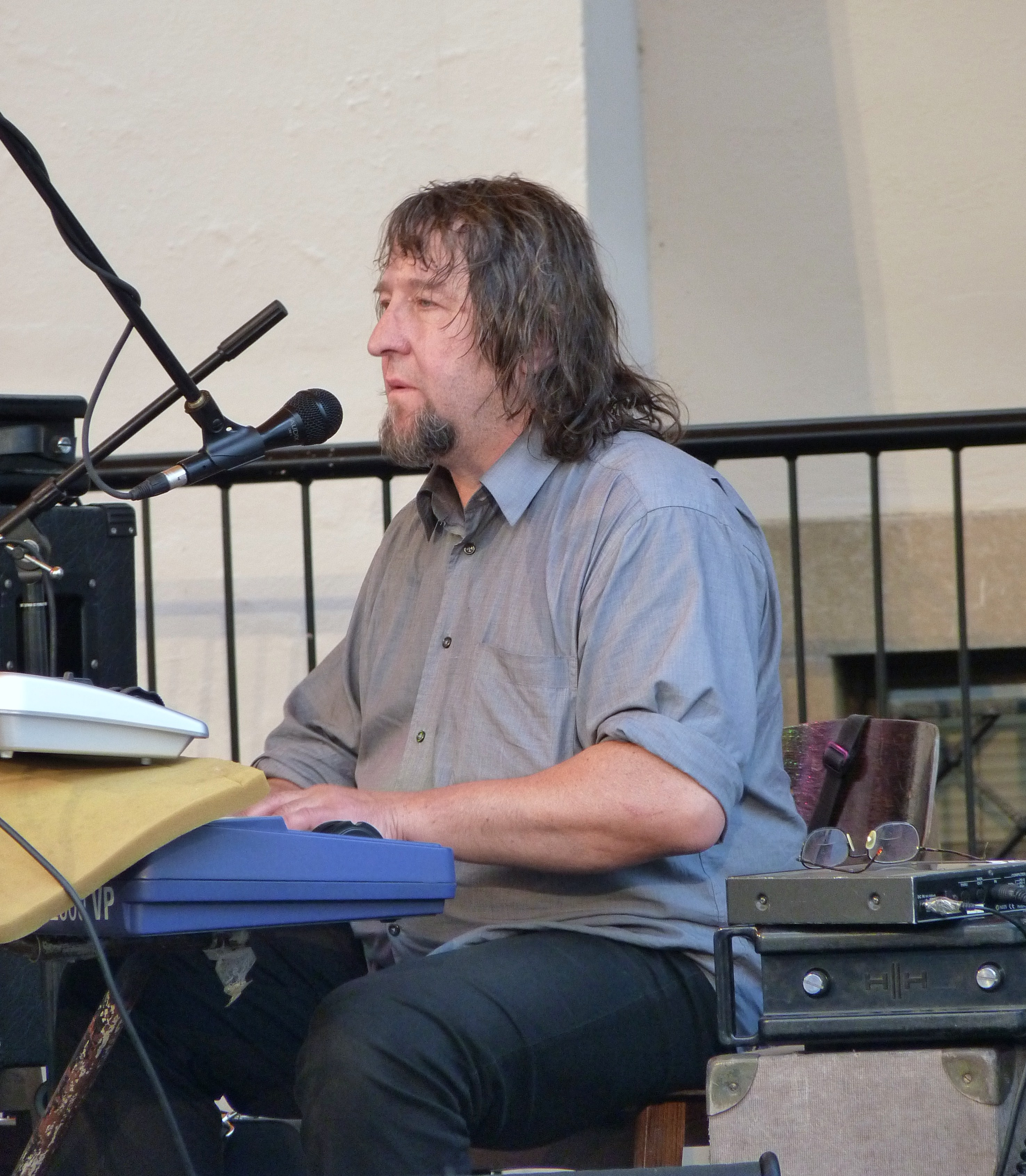
Josef Janíček (2010)

V roce 1968 dosáhlo uvolňování totalitního sevření svého zenitu (pražské jaro). V srpnu ale sovětská armáda a další vojska Varšavské smlouvy obsadily Československo, aby nastolily (spolu s kolaboranty) opět tvrdou linii komunismu – následujícího roku začal proces tzv. normalizace.
Ta se nevyhnula ani kultuře – jiná než režimem podporovaná hudba byla likvidována a hudební skupiny stály před dilematem, zda se přizpůsobit, zanechat činnosti, či riskovat problémy se státní moci. Plastic People se odmítli podřídit požadavkům na úpravu repertoáru, počeštění názvu a zkrácení vlasů, a proto se dostávali do stále větších konfliktů s představiteli moci.
Sestava se v této době obměňovala zejména na postu bubeníka. Stabilní jádro tvořili Milan Hlavsa (baskytara), Vratislav Brabenec (saxofon), Josef Janíček (klávesy, kytara) a Jiří Kabeš (housle); za bicími se vystřídali postupně Pavel Zeman, Jiří Šula, Jaroslav Vožniak, Jan Schneider a Jan Brabec. Několik let vystupoval s kapelou kanadský spisovatel Paul Wilson. Na počátku 70. let kapela hrála převážně přejaté skladby zahraničních interpretů, později začaly přibývat vlastní skladby. Autorem hudby byl Hlavsa, texty byly nejčastěji básně nonkonformního filozofa a básníka Egona Bondyho. Na pozdějších konceptuálnějších dílech se jako textař autorsky zapsal saxofonista skupiny Vratislav Brabenec. Skupině nebylo umožněno nahrát žádné album, a tak byli fanoušci odkázáni na záznamy z koncertů, mnohokrát kopírované z magnetofonových pásek a často velmi nekvalitní. Tyto záznamy byly o desítky let později vydány v remasterované podobě pod názvy Muž bez uší, Vožralej jak slíva, Do lesíčka na čekanou, Trouble every day a Ach to státu hanobení.
| „                                          | Největší urážka je, pokud si člověk někoho nevšímá. Dokud se s někým hádáš, máš k němu výhrady, tak jsi stále s ním v nějakém dialogu. My jsme se chovali tak, jako že ti bolševici vůbec neexistují. To je, samozřejmě, nasralo. | “ |
| — Vratislav Brabenec, rozhovor v roce 2009 | |   |

Roku 1973 nebyl Plastikům přiznán profesionální statut, čímž prakticky ztratili možnost legálně veřejně vystupovat. Proto od roku 1974 už hráli jen na koncertech pro pozvané – často pod záminkou svatby některého z fanoušků. Na koncert do Rudolfova u Českých Budějovic přijely 30. března 1974 stovky příznivců kapely, ale koncert byl Veřejnou bezpečností násilně rozehnán a kapela vůbec nevystoupila. Následovalo mnoho soudních i mimosoudních postihů fanoušků. Kapela tentokrát ještě postižena nebyla. 1. září 1974 kapela vystoupila na tzv. Prvním festivalu druhé kultury, spolu například s DG 307 nebo Svatoplukem Karáskem. Na přelomu let 1974 a 1975 nahráli Plastic People na hradě Houska své první „studiové“ album Egon Bondy's Happy Hearts Club Banned, obsahující převážně Hlavsou zhudebněné texty Egona Bondyho. Album pochopitelně nemohlo v Československu oficiálně vyjít a šířilo se jen samizdatově mezi fanoušky; oficiálního vydání se dočkalo až v roce 2001.

### Proces a jeho dopady (1976–1982)
V roce 1976 komunistická policie zatkla členy skupiny a spolu s dalšími představiteli kulturního undergroundu je postavila před soud za údajné výtržnictví. Většina členů kapely byla po několika týdnech pobytu ve vazbě propuštěna, ale saxofonista Brabenec byl shledán vinným a odsouzen k nepodmíněnému trestu osmi měsíců odnětí svobody, a manažer kapely Jirous odešel od soudu dokonce s osmnáctiměsíčním trestem. Bývalý zpěvák skupiny Paul Wilson byl později vyhoštěn. Mezi dalšími odsouzenými muzikanty byli například Pavel Zajíček, Svatopluk Karásek a později i František „Čuňas“ Stárek. Z protestů proti uvěznění muzikantů posléze na konci roku 1976 vzešla iniciativa Charty 77, která sjednotila opozici proti komunistickému režimu. Významným představitelem Charty 77 byl Václav Havel, který se skupinou později spolupracoval na pořádání jejich utajovaných koncertů v jeho usedlosti v Hrádečku a dokonce skupině vybíral texty jiných autorů ke zhudebnění. Ty se objevily na albech Hovězí porážka a Půlnoční myš.

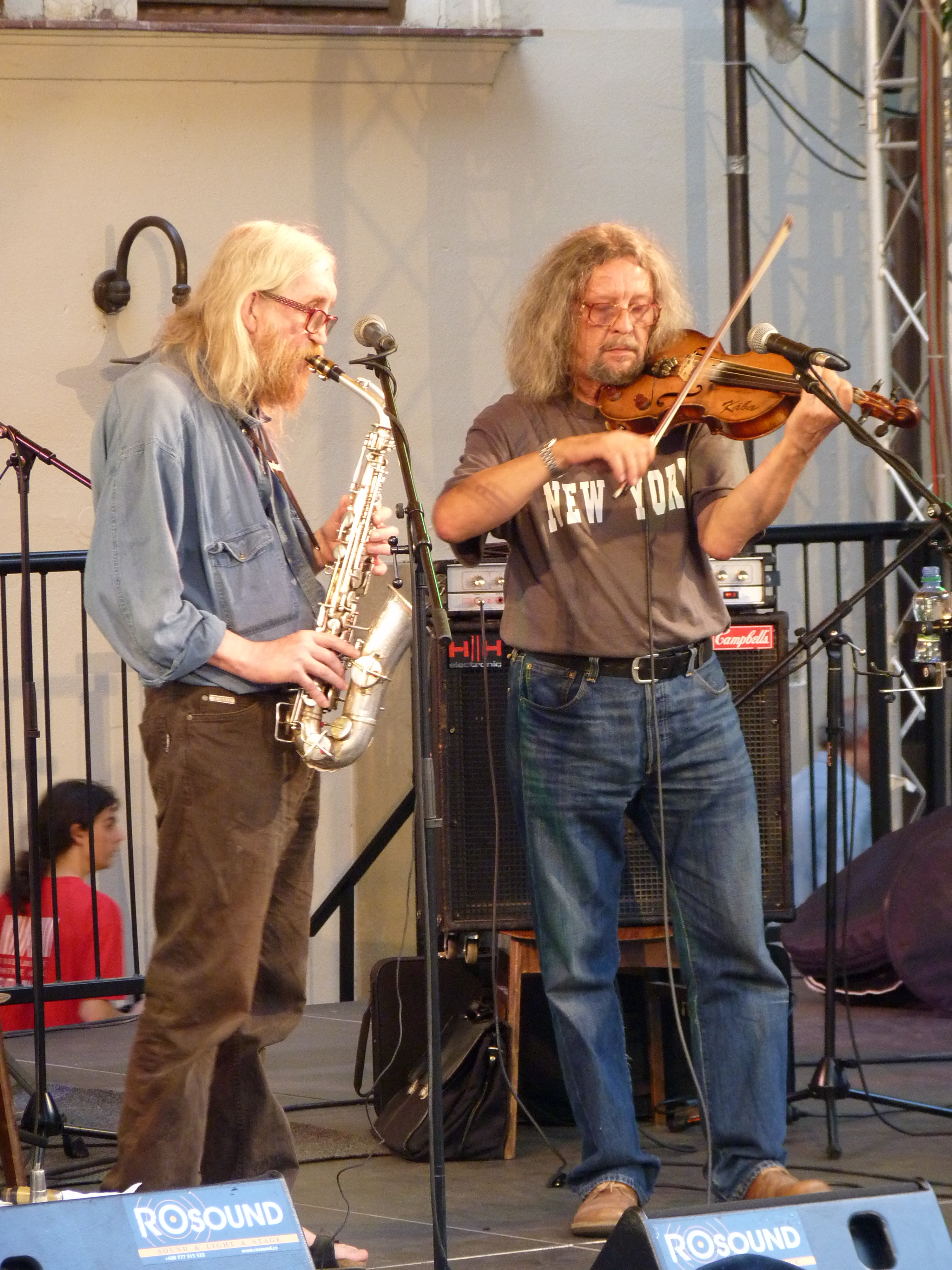
Vratislav Brabenec (vlevo) a Jiří Kabeš (2010)

Po propuštění z vězení pokračovali Plastici v hudební tvorbě. V reakci na svoji perzekuci nahráli rozsáhlé kompozice 100 bodů (1977) a Dopis Magorovi (1978). První jmenovaná skladba byla zhudebněným textem českého novináře Františka Vaněčka, ve kterém shrnul, čeho všeho se vládnoucí komunistická moc v Československu bojí. Dopis Magorovi byl pozdravem pro uměleckého vedoucího a manažera kapely Jirouse, který byl komunistickým režimem opakovaně zatýkán a vězněn. Kromě členů Plastic People připojila svůj pozdrav i řada dalších představitelů kulturního undergroundu (např. Pavel Zajíček, Eugen Brikcius a také Václav Havel). Tyto skladby později vyšly ve sbírce nahrávek nazvané Kolejnice duní.
Skupina se ale převážně věnovala ucelenějším dílům bez politického podtextu. Prvním z nich se staly v roce 1978 Pašijové hry velikonoční s texty na základě Starého a Nového zákona. O rok později přibyl projekt Jak bude po smrti – zhudebněné texty českého básníka a filosofa Ladislava Klímy, a v roce 1981 spatřilo světlo světa album Co znamená vésti koně, ke kterému napsal texty Vratislav Brabenec. Další projekt Souostroví GULAG (1982) podle knihy sovětského politického vězně Alexandra Solženicyna se nepodařilo dokončit a vznikly pouze tři instrumentální skladby. Skladby z tohoto období se velmi lišily od nahrávek kapely z konce 60. a první poloviny 70. let. Hudební publicista Jaroslav Riedel je charakterizuje takto: „Přes návrat k písňové formě Plastic People pokračovali v zadumaně artistní linii, svým chmurným patosem a využíváním postupů církevní hudby se dosti vzdálili původním razantně rockovým východiskům.“

### Konec vystupování, rozpad (1982–1988)
Počátkem osmdesátých let byly vyvlastněny domy, ve kterých Plastic People vystupovali, jeden byl dokonce někým zapálen. Navíc byl v roce 1982 Vratislav Brabenec donucen státní bezpečností v rámci tzv. akce Asanace emigrovat. Od té doby už kapela nevystupovala vůbec a tvořila pouze „studiový“ materiál. Vznikly nahrávky Hovězí porážka (1984), Půlnoční myš (1985) a hudba k Havlově hře Pokoušení, která ale nakonec nebyla použita. Skupinu v té době posílili klarinetista Petr Placák, violoncellista Tomáš Schilla, kytarista Milan Schelinger (bratr Jiřího Schelingera). Dále měla v kapele působit zpěvačka Marta Kubišová, ale toto angažmá překazila StB. Místo ní se zpěvačkou PPU stala Michaela Pohanková.
Na jaře 1987 se podařilo domluvit dva legální koncerty Plastic People, ale obě dvě vystoupení byla pořadateli na nátlak StB zrušena. To vedlo ke sporům mezi hudebníky a nakonec se skupina rozpadla. Část členů poté přešla do Hlavsovy nové kapely Půlnoc. Půlnoc převzala některé skladby Plastiků. Hrála od roku 1988 veřejně a bez větších problémů, dokonce jí bylo v roce 1989 dovoleno vyjet na turné po USA. Hlavsa dále působil v několika dalších hudebních skupinách (Garáž, Echt!, Fiction).

### Reunion (1997–2001)
Po sametové revoluci v roce 1989 kapela nevystupovala a členové se věnovali jiným projektům. Výjimkou byl jeden koncert v původní sestavě (Hlavsa, Janíček, Števich, Jernek, Zeman) v roce 1992, který je zachycen na albu Bez ohňů je underground. V roce 1997 vydal Hlavsa ve spolupráci s Janem Vozárym (ze skupiny Oceán) album Magická noc, které obsahovalo starší písně Plastic People v moderním elektronickém aranžmá. V témže roce zemřel jeden ze zakladatelů skupiny Michal Jernek.
V klasické sestavě (Hlavsa, Brabenec, Janíček, Kabeš, Brabec, navíc s kytaristou Garáže Josefem Karafiátem, se kterým už dříve spolupracoval Brabenec na svých sólových projektech) se Plastici sešli až v roce 1997 na přání Václava Havla u příležitosti dvacátého výročí Charty 77. Na tento koncert navázalo několik koncertních turné v České republice i v zahraničí. Koncertování však nakonec přerušilo vážné onemocnění frontmana Milana Hlavsy. Na začátku roku 2001 Hlavsa ve věku 49 let nemoci podlehl.

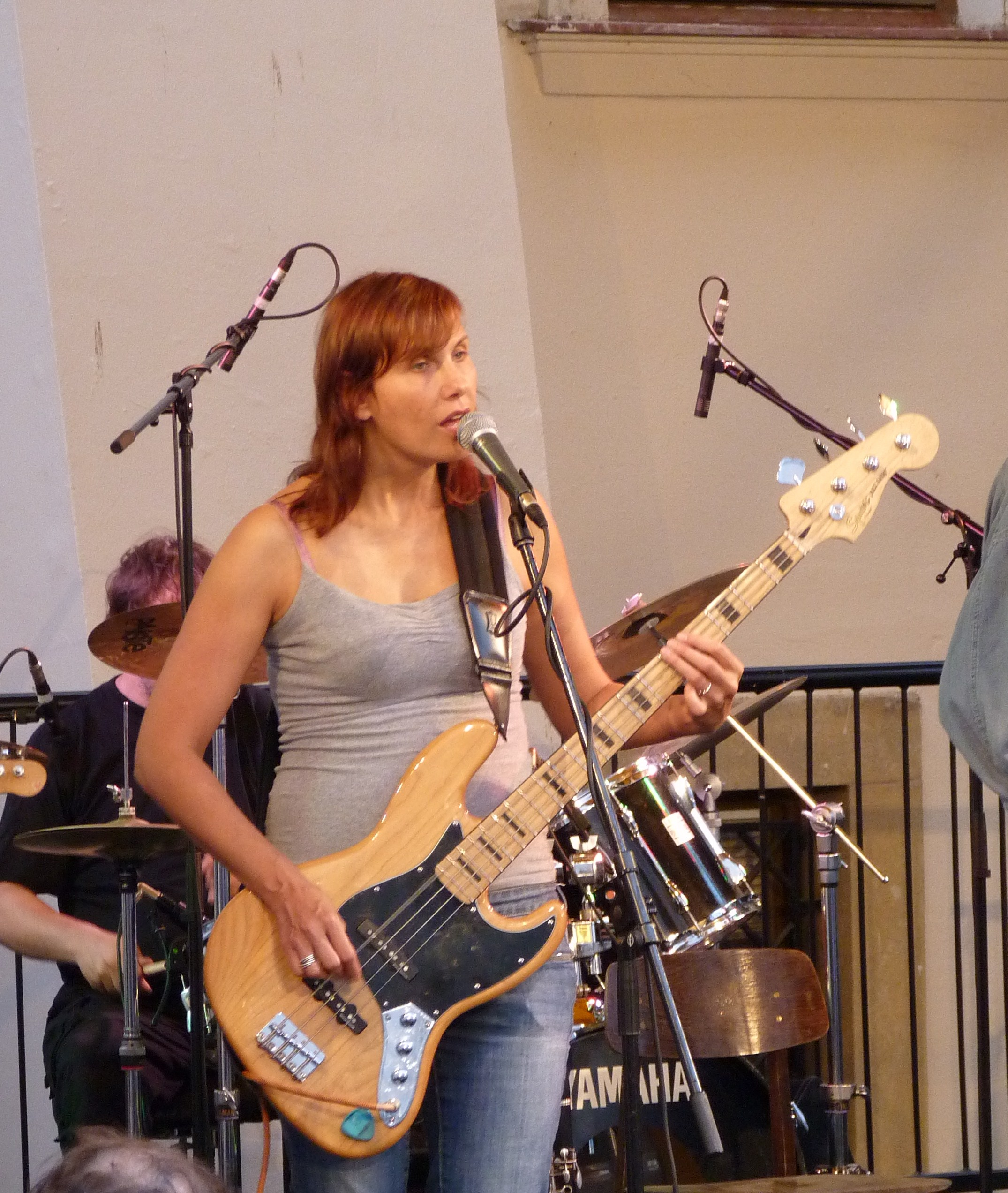
Eva Turnová (2010)

### Po smrti Hlavsy (2001–2014)
Po Hlavsově smrti vystoupili zbývající muzikanti na žádost Hlavsovy vdovy na oslavě Hlavsových nedožitých padesátých narozenin. Po koncertě se kapela rozhodla nahrát album jeho dosud nevydaných skladeb (vyšlo jako Líně s tebou spím/Lazy love) a nakonec padlo rozhodnutí pokračovat v hraní. U baskytary nahradila Hlavsu Eva Turnová, za bicí zasedl bubeník Hudby Praha Ludvík Kandl (v roce 2009 jej nahradil Jaroslav Kvasnička) a v letech 2001–2009 byl členem kapely kontrabasista Ivan Bierhanzl, který s kapelou krátce vystupoval už v 70. letech.
Skupina nahrála v roce 2001 první řádné studiové album Plastiků Líně s tebou spím, věnované památce Milana Hlavsy. Většina písní na něm jsou Hlavsou zhudebněné básně J. H. Krchovského. Dále ve spolupráci s orchestrem Agon Orchestra znovu nahráli dvě konceptuální alba z 70. let Pašijové hry velikonoční, (2004 (původně 1978)) a Obešel já polí pět (2003, vydáno 2010; původně 1979 jako Jak bude po smrti). V letech 1997–2006 postupně vyšly remasterované staré nahrávky skupiny z dob, kdy nemohla svobodně natáčet.
V roce 2003 zrušil Nejvyšší soud rozsudek z roku 1976. V roce 2009 vydala kapela nové studiové album Maska za maskou. Autory hudby byli především Josef (Joe) Karafiát, Eva Turnová a Josef Janíček, většinu textů napsal Vratislav Brabenec a J. H. Krchovský. V roce 2011 zemřel bývalý manažer skupiny Ivan Martin Jirous. Do roku 2015 kapela každoročně odehrála několik desítek koncertů v České republice i v zahraničí. Od roku 2007 vystupovala v Národním divadle (od roku 2010 přesunuto na Novou scénu Národního divadla) v Praze před a po představení hry Rock'n'roll od Toma Stopparda. Hra pojednává mimo jiné o osudech disentu a kulturního undergroundu v totalitním Československu a kapela The Plastic People of the Universe je v ní několikrát zmiňována.

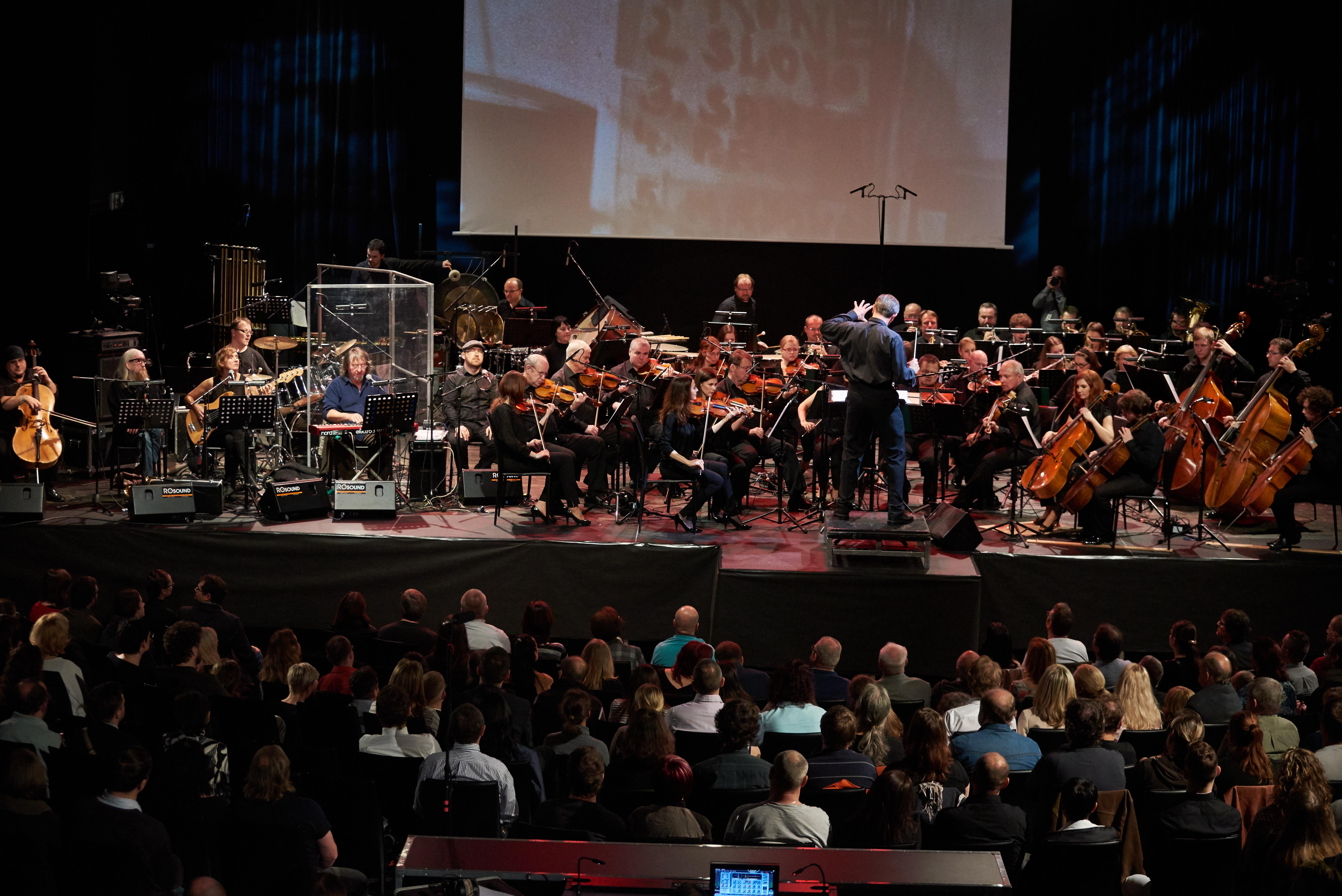
The Plastic People of the Universe a Filharmonie Brno – Co znamená vésti koně. Koncert v SONO Centru Brno, 17.11.2015.
Vratislav Brabenec, Josef Janíček, Jaroslav Kvasnička, Eva Turnová, hosté: Michal Nejtek, Josef Klíč, dirigent: Pavel Šnajdr.

V roce 2014 se The Plastic People of the Universe spojili s Filharmonií Brno a společně nastudovali symfonické provedení alba Co znamená vésti koně, původně nahraného v roce 1981. Autorem hudebních úprav byl hudebník, skladatel a aranžér Michal Nejtek. Ten navíc k původnímu dílu připsal zhruba 20 minut své původní hudby a v programu vystupuje jako host. Premiéra se uskutečnila 6. března 2014 v Brně, repríza den poté, dále ještě v pražském Divadle Archa. Dirigentem byl Marko Ivanović.

### Spory v kapele a její rozštěpení (2015–)
V té době se mezi členy kapely objevily spory a kapela se začala definitivně rozpadat. Podle bubeníka Jaroslava Kvasničky byla příčinou manželka Jiřího Kabeše Irena Kabešová, která působila jako manažerka skupiny, a podle Kvasničky „ovládala kapelu skrze něj (Kabeše) a své intriky“. Kvasnička a Turnová poté z kapely odešli.
Plastici a Filharmonie Brno znovu přehráli Co znamená vésti koně v rámci komponovaného večera u příležitosti oslav státního svátku 17. listopadu 2015 v brněnském SONO centru. (Koncert v roce 2017 vyšel na CD.) Vzhledem k tomu, že koncert byl nastudovaný ještě v původním obsazení a nebyl čas ho znovu secvičit s novými hráči, museli ho odehrát i Kvasnička a Turnová, kteří již z kapely odešli. Jiří Kabeš s tímto rozhodnutím nesouhlasil a rozhodl se tohoto projektu neúčastnit. Těsně před jeho realizací jej následoval i Joe Karafiát. On sám tvrdil, že byl připravený vystoupit, ale dirigent ho vyhodil. Podle Turnové šlo o společné rozhodnutí kapely a důvodem mělo být, že Karafiát nepřišel ani na jednu zkoušku. Na koncertě naopak hostovali Michal Nejtek (recitace, zpěv, teremin) a Josef Klíč (violoncello, zpěv). Dirigentem byl Pavel Šnajdr. Po koncertě oznámil odchod z kapely i Brabenec a v lednu 2016 odešel i Janíček.
Kabeš a Karafiát poté doplnili sestavu o baskytaristu Tomáše Skřivánka, bubeníka Jana Ježka a klávesistu Vojtěcha Starého a rozhodli se pokračovat pod názvem PPU/New generation, později se vrátili k původnímu názvu The Plastic People of the Universe. Odejivší členové kapely (Brabenec, Janíček, Kvasnička) naopak vystoupili (také pod názvem The Plastic People of the Universe) s koncertem Co znamená vésti koně 18. října 2016 v ukrajinském Charkově v rámci vyvrcholení oslav roku Václava Havla na Ukrajině. Plastiky doprovodil charkovský Moloďožnyj akademičeskij simfoničeskij orkestr "Slobožanskij". Na baskytaru hrál Johnny Judl.
Obě sestavy (tu kolem Brabence ještě doplnil kytarista David Babka) začaly vystupovat pod stejným jménem a přít se o něj i o to, kdo jsou vlastně „ti praví“ Plastici. Manažer Kabešovy skupiny Romek Hanzlík prohlásil, že „jediným oprávněným nositelem názvu The Plastic People of the Universe je sestava kolem Jiřího Kabeše a Joe Karafiáta.“ Podle něj v Plasticích vždy platila dohoda, že kapela bude pokračovat i po odchodu některého z členů souboru, a Brabenec, Janíček a Kvasnička se svým odchodem názvu vzdali. Josef Janíček popřel existenci takové dohody. Skupina kolem Kabeše a Karafiáta vyřadila z repertoáru skladby, které složili Brabenec a Janíček, druhá skupina Karafiátovy skladby hraje.
Brabencovi Plastici spolu s Filharmonií Brno v červnu 2018 v rámci festivalu Valašský Špalíček znovu zahráli koncert Co znamená vésti koně. Kromě Nejtka na něm hostovala zpěvačka Jitka Charvátová. Dirigentem byl hostující Marek Prášil.

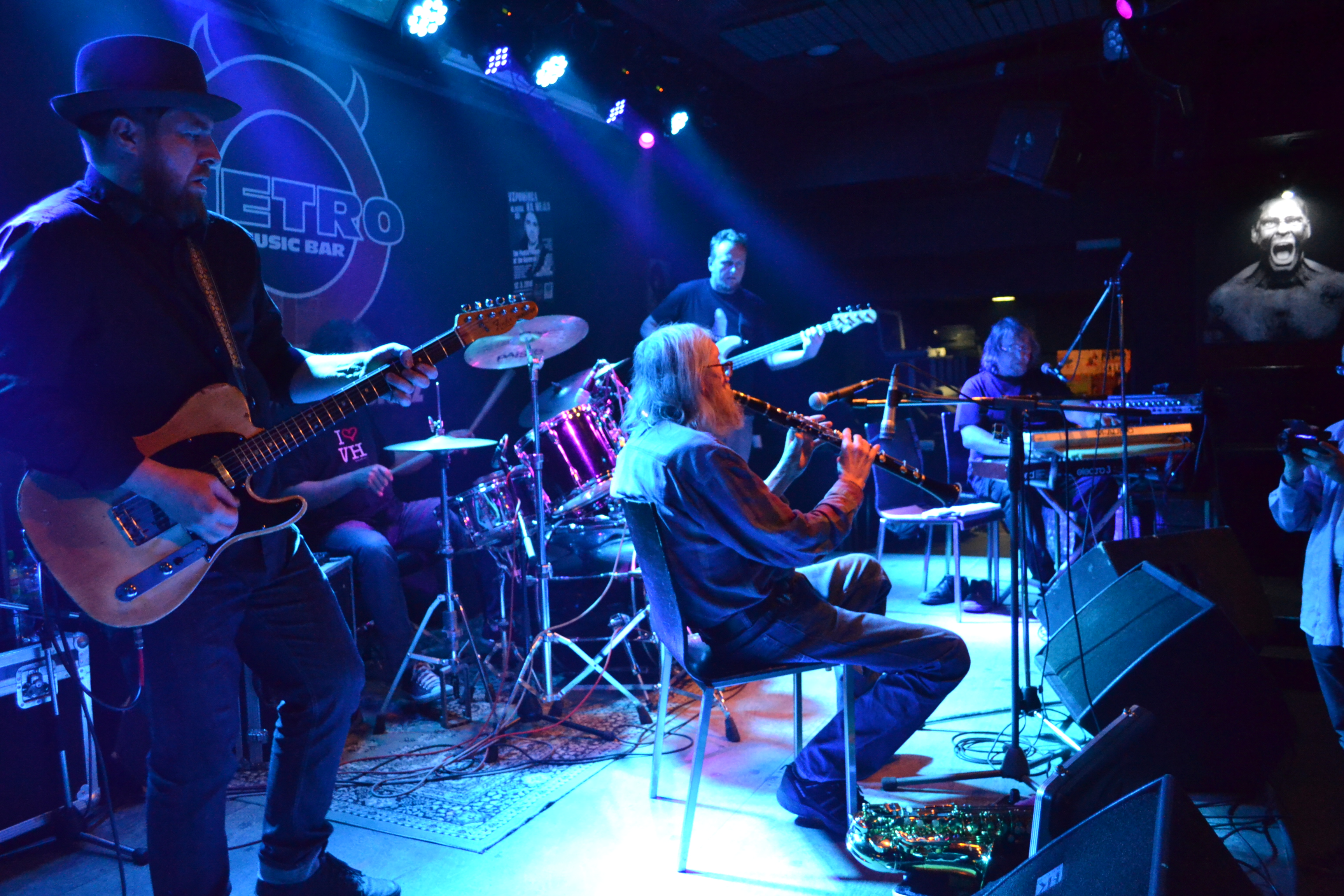
The Plastic People of the Universe (sestava od roku 2016): Josef Janíček, Vratislav Brabenec, Jaroslav Kvasnička, Johnny Judl jr., David Babka

V roce 2018 skupina oslavila 50 let od svého založení. Vrcholem oslav pak byl vyprodaný výroční koncert (Brabencovy části) v prosinci 2018 v pražském Paláci Akropolis. Na koncertě vystoupili i někteří z bývalých členů skupiny: Josef Bobeš Rössler, Vladimír Dědek, Tomáš Schilla, Jan Brabec a Petr Placák. Mezi hosty byl také herec a moderátor Břetislav Rychlík a Martin Machovec z Knihovny Václava Havla. V roce 2021 Brabenec kapelu definitivně opustil, čímž tato verze ukončila svou činnost. Břetislav Rychlík o jeho posledním koncertu se skupinou natočil dokumentární film Život je jen boží mlýn, uvedený v roce 2023. V roce 2021 ještě vystoupila u příležitosti nedožitých 70. narozenin Milana Hlavsy kapela v jednorázové sestavě Josef Janíček (klávesy, zpěv), Jan Brabec (bicí, zpěv), Vladimír Dědek (pozoun), Tomáš Schilla (violoncello, zpěv), Ivan Bierhanzl (baskytara) a Josef Rössler (kytara).
V roce 2024 proběhly oslavy 50. výročí vzniku první desky Egon Bondy's Happy Hearts Club Banned, v rámci nichž proběhlo turné pod hlavičkou PPU Egon Bondy Tour 2024. Turné pořádal Vladimír Drápal a zúčastnili se jej Josef Janíček (klávesy, zpěv), Jan Brabec (bicí, zpěv), Vladimír Dědek (pozoun), Tomáš Schilla (violoncello, zpěv) a Ivan Bierhanzl (baskytara), tedy hudebníci, kteří s kapelou hráli již v 80. letech. Jeho původním záměrem bylo pro turné zlákat také Brabence a Kabeše. První z nich však kvůli svému zdravotnímu stavu odmítl, ale popřál mu úspěch. Kabeš nadále vystupuje se svou verzí kapely a je držitelem práv na název The Plastic People of the Universe, který pro turné odmítl propůjčit.

## Členové kapely
Od roku 1968, kdy kapela vznikla, se v ní vystřídalo téměř 40 hudebníků. Většina z nich strávila v kapele pouze krátkou dobu.
The Plastic People of the Universe / New generation
- Jiří Kabeš (viola, zpěv)
- Josef Karafiát (kytara, zpěv)
- Jakub Koláček (bicí)
- Wenca Březina (baskytara)
- Vojtěch Starý (klávesy)

Bývalí členové
- Milan Hlavsa (baskytara)
- Pavel Zeman (bicí)
- Josef Janíček (klávesy, zpěv)
- Vratislav Brabenec (saxofon, klarinet, zpěv)
- Jiří Šula (bicí)
- Jaroslav Vožniak (bicí)
- Jan Brabec (bicí)
- Josef "Bobeš" Rössler (klarinet, zpěv (1980–1981))
- Ivan Martin Jirous (manažer)
- Michal Jernek (saxofon, klarinet, zpěv (1968–1970))
- Jiří Števich (kytara, zpěv (1968–1970, 1972))
- Josef Brabec (bicí (1968–1969))
- Eva Turnová (baskytara, zpěv (2001–2015))
- Jaroslav Kvasnička (bicí, zpěv)
- Tomáš Skřivánek (baskytara; The Plastic People of the Universe / New generation 2016–2018)
- Jan Ježek (bicí; New Generation 2016–2018)
- Johnny Judl Jr. (baskytara, zpěv)
- David Babka (kytara)

## Diskografie
| Záznamy z koncertů                                      | Záznamy z koncertů                                      | Záznamy z koncertů | Záznamy z koncertů                              | Záznamy z koncertů                                 |
| Název                                                   | Rok vzniku                                              | | Vydání v ČR                                     | Poznámka                                           |
| ------------------------------------------------------- | ------------------------------------------------------- | --- | ----------------------------------------------- | -------------------------------------------------- |
| Muž bez uší                                             | 1969–1972                                               | | Globus Music, 2002                              |                                                    |
| Do lesíčka na čekanou                                   | 1973                                                    | | Guerilla Records, 2006                          | dvojalbum                                          |
| Vožralej jak slíva                                      | 1973–1975                                               | | Globus International, 1997                      |                                                    |
| Ach to státu hanobení                                   | 1976–1977                                               | | Globus Music, 2000                              |                                                    |
| Trouble Every Day                                       | 1971–1977                                               | | Globus Music, 2002                              | přejaté skladby                                    |
| Bez ohňů je underground                                 | 1992                                                    | | Globus International, 1993                      |                                                    |
| The Plastic People of the Universe                      | 1997                                                    | | Aion/Globus International, 1997                 |                                                    |
| Pašijové hry                                            | 2004                                                    | | Knihy Hana s.r.o., 2004                         | společně s Agon Orchestra                          |
| Obešel já polí pět                                      | 2003                                                    | | Guerilla Records, 2010                          | společně s Agon Orchestra                          |
| Non Stop Opera                                          | 2011                                                    | | Guerilla Records, 2011                          |                                                    |
| Co znamená vésti koně                                   | 2017                                                    | unikátní záznam koncertu ze 17. listopadu 2015 v z brněnském SONO centru. Vyšlo jako komplet CD+bonusové DVD s vícekanálovým zvukem. | Indies Happy Trails, Agentura Wap Doo Wap, 2017 | společně s Filharmonií Brno, dirigent Pavel Šnajdr |
| Apokalyptickej pták                                     | 1976                                                    | remasterovaný záznam koncertu z roku 1976 v Bojanovicích                                                                             | Galén 2017                                      |                                                    |
| Studiová alba                                           |                                                         | |                                                 |                                                    |
| Název                                                   | Rok vzniku                                              | Vydání v zahraničí[1] | Vydání v ČR                                     | Poznámka                                           |
| Egon Bondy's Happy Hearts Club Banned                   | 1975                                                    | Boží Mlýn & SCOPA Invisible Production (Francie), 1978                                                                               | Globus Music, 2001                              |                                                    |
| Pašijové hry velikonoční                                | 1978                                                    | Boží Mlýn Productions (Kanada), 1980                                                                                                 | Globus International, 1998                      |                                                    |
| Jak bude po smrti                                       | 1979                                                    | | Globus International, 1992                      |                                                    |
| Co znamená vésti koně                                   | 1981                                                    | Boží Mlýn Productions, 1983 | Globus Music, 2002                              |                                                    |
| Kolejnice duní                                          | 1977–1982                                               | | Globus Music, 2000                              |                                                    |
| Hovězí porážka                                          | 1984                                                    | | Globus International, 1992                      |                                                    |
| Půlnoční myš                                            | 1986                                                    | Freedonia (Velká Británie), 1987 | Globus Music, 2001                              |                                                    |
| Líně s tebou spím / Lazy Love                           | 2001                                                    | | Globus Music, 2001                              | podtitul In Memoriam Mejla Hlavsa                  |
| Maska za maskou                                         | 2009                                                    | | Guerilla Records, 2009                          |                                                    |
| Účast na kompilacích                                    |                                                         | |                                                 |                                                    |
| Název                                                   | Název                                                   | Název | Vydání v ČR                                     |                                                    |
| 10 let Globusu aneb underground v kostce                | 10 let Globusu aneb underground v kostce                | 10 let Globusu aneb underground v kostce                                                                                             | Globus Music, 2000                              | dvojalbum                                          |
| Milan Hlavsa - Než je dnes člověku 50 – poslední dekáda | Milan Hlavsa - Než je dnes člověku 50 – poslední dekáda | Milan Hlavsa - Než je dnes člověku 50 – poslední dekáda                                                                              | Globus Music, 2001                              | dvojalbum                                          |

[1] Jen u nahrávek, které byly vydány v zahraničí dříve než v České republice